# Millettia hemsleyana
Millettia hemsleyana är en ärtväxtart som beskrevs av David Prain. Millettia hemsleyana ingår i släktet Millettia och familjen ärtväxter. Inga underarter finns listade i Catalogue of Life.